# A-1 Pictures
K.K. A-1 Pictures (jap. 株式会社エー・ワン・ピクチャーズ, Kabushiki-gaisha Ē Wan Pikuchāzu) ist ein japanisches Animationsstudio, das am 9. Mai 2005 gegründet wurde. Es ist ein Tochterunternehmen von Sonys Anime-Produktionssparte Aniplex und befindet sich vollständig in dessen Besitz.

## Geschichte
Das Studio wurde von Sonys Animationssparte Aniplex am 9. Mai 2005 gegründet, um die Animation und Produktion einiger Animes zu übernehmen, die sich an Familien richten sollten. Im Jahr 2006 produzierte es gemeinsam mit Y.K. Noside mit der Kinder-Fernsehserie Zenmai Zamurai sein Erstwerk. Im Oktober desselben Jahres wurde ein Studio in Asagaya eröffnet. Damit war das Unternehmen vollwertig ausgestattet und wurde auch mit der Produktion diverser Werke anderer Genre und Bereiche betraut. Die erste reguläre Serie war Ōkiku Furikabutte die im Jahr 2007 produziert wurde. Seit den Erfolgen im Jahr 2007/2008 ist das Studio auch international präsent und nahm beispielsweise an der Anime Expo 2007 teil, die in Long Beach, Kalifornien stattfand.
Am 26. Juni 2010 kam der erste vom Studio produzierte Film namens Uchū Show e Yōkoso (宇宙ショーへようこそ, Uchū Shō e Yōkoso) in die Kinos.
Im April 2018 wurde das zweite Studio von A-1 in Kōenji, ebenfalls ein Stadtteil von Suginami, zunächst unter einen anderen Namen (CloverWorks) gestellt. Am 1. Oktober erfolgte die Abspaltung von CloverWorks als eigenständiges Tochterunternehmen von Aniplex.

## Produktionen

### Filme
- 2010: Uchū Show e Yōkoso
- 2012: Fairy Tail: Hōō no Miko
- 2013: Gekijōban Ano Hi Mita Hana no Namae o Boku-tachi wa Mada Shiranai.
- 2013: Saint Oniisan
- 2014: Persona 3 The Movie: #2 Midsummer Knight’s Dream
- 2014: Uchū Kyōdai #0
- 2015: Glass no Hana to Kowasu Sekai
- 2015: Kokoro ga Sakebitagatterunda.
- 2015: Persona 3 The Movie: #3 Falling Down
- 2016: Garakowa – Restore the World
- 2016: Persona 3 The Movie: #4 Winter of Rebirth
- 2017: Fairy Tail: Dragon Cry
- 2017: Sword Art Online – The Movie: Ordinal Scale
- 2020: High School Fleet

### Fernsehserien
- 2006: Zemmai Zamurai
- 2007: Ōkiku Furikabutte
- 2007: Robby to Kerobby
- 2008: Kannagi
- 2008: Kuroshitsuji
- 2008: PERSONA -trinity soul-
- 2008: Tetsuwan Birdy: Decode
- 2008: Zettai Yareru Graecia Shinwa
- 2009: Fairy Tail
- 2009: Senjō no Valkyria
- 2009: Tetsuwan Birdy: Decode:02
- 2010: Kuroshitsuji II
- 2010: Ōkiku Furikabutte – Natsu no Taikaihen
- 2010: Seikimatsu Occult Gakuin
- 2010: Senkō no Night Raid
- 2010: Sound of the Sky
- 2010: Togainu no Chi
- 2010: Working!!
- 2011: AnoHana – Die Blume, die wir an jenem Tag sahen
- 2011: Ao no Exorcist
- 2011: Fractale
- 2011: Uta no Prince-sama: Maji Love 1000%
- 2011: Working’!!
- 2012: Chōsoku Henkei Gyrozetter
- 2012: Magi: The Labyrinth of Magic
- 2012: Shin Sekai yori
- 2012: Sword Art Online
- 2012: Tsuritama
- 2012: Uchū Kyōdai
- 2013: Galilei Donna
- 2013: Magi: The Kingdom of Magic
- 2013: Ore no Imōto ga Konna ni Kawaii Wake ga Nai.
- 2013: Ore no Kanojo to Osananajimi ga Shuraba Sugiru
- 2013: Servant × Service
- 2013: Silver Spoon
- 2013: Uta no Prince-sama: Maji Love 2000%
- 2013: Vividred Operation
- 2014: Aldnoah.Zero
- 2014: Fairy Tail
- 2014: Kuroshitsuji: Book of Circus
- 2014: Magic Kaito 1412
- 2014: Persona 4: The Golden Animation
- 2014: Ryūgajō Nanana no Maizōkin
- 2014: Sekai Seifuku – Bōryaku no Zvezda
- 2014: The Seven Deadly Sins
- 2014: Shigatsu wa Kimi no Uso – Sekunden in Moll
- 2014: Silver Spoon
- 2014: Sword Art Online II
- 2015: Aldnoah.Zero
- 2015: Gakusen Toshi Asterisk
- 2015: Gate: Jieitai Kano Chi nite, Kaku Tatakaeri
- 2015: Gunslinger Stratos
- 2015: The Idolm@ster: Cinderella Girls
- 2015: The Idolm@ster: Cinderella Girls
- 2015: Mahō Shōjo Lyrical Nanoha ViVid
- 2015: The Perfect Insider
- 2015: Saenai Heroine no Sodatekata
- 2015: Ultimate Otaku Teacher
- 2015: Uta no Prince-sama: Maji Love Revolutions
- 2015: Working!!!
- 2016: Ace Attorney
- 2016: B-Project – Kodō Ambitious
- 2016: Erased – Die Stadt, in der es mich nicht gibt
- 2016: Fairy Tail Zero
- 2016: Gakusen Toshi Asterisk
- 2016: Gate: Jieitai Kano Chi nite, Kaku Tatakaeri: Enryū-hen
- 2016: Grimgar, Ashes and Illusions
- 2016: Occultic;Nine
- 2016: Qualidea Code
- 2016: Uta no Prince-sama: Maji Love Legend Star
- 2016: WWW.Working!!
- 2017: Ao no Exorcist: Kyōto Fujōō-hen
- 2017: Eromanga Sensei
- 2017: Fate/Apocrypha
- 2017: Granblue Fantasy: The Animation
- 2017: Idolmaster SideM
- 2017: Interviews with Monster Girls
- 2018: Darling in the Franxx
- 2018: Fairy Tail
- 2018: Grancrest Senki
- 2018: The Seven Deadly Sins: Die Rückkehr der Gebote
- 2019: Kaguya-sama: Love is War
- 2020: Hypnosis Mic – Division Rap Battle – Rhyme Anima

### Weitere Anime-Produktionen
- 2012: Saint Oniisan (OVA)
- 2013: Fairy Tail: Hajimari no Asa (OVA)
- 2013: Sword Art Online: Extra Edition (Special)
- 2015: Kuroshitsuji: Book of Murder (OVA)
- 2016: The Seven Deadly Sins: Anzeichen eines Heiligen Kriegs (Special)
- 2016: Shelter (Kurzfilm)